# Pando (departement)
Pando is een van de negen departementen van Bolivia, gelegen in het noordwesten van het land. De hoofdstad is Cobija. Pando heeft een oppervlakte van 63.827 km² en heeft
110.436 inwoners (2012).
Het departement grenst in het westen aan Peru en in het noorden aan Brazilië, verder grenst het aan de departementen Beni in het zuidoosten en La Paz in het zuiden.

## Bestuurlijke indeling
Het departement is verdeeld in vijf provincies. Achter elke provincie wordt de hoofdplaats genoemd.
| Nr.                                     | Provincie      | Inwoners | Oppervlakte | Gemeenten | Hoofdplaats           | Inwoners |
| --------------------------------------- | -------------- | -------- | ----------- | --------- | --------------------- | -------- |
| 1                                       | Abuná          | 4.049    | 7.468 km²   | 2         | Santa Rosa del Abuná  | 2.395    |
| 2                                       | Federico Román | 7.034    | 13.200 km²  | 3         | Nueva Esperanza       | 2.068    |
| 3                                       | Madre de Dios  | 24.070   | 10.879 km²  | 3         | Puerto Gonzalo Moreno | 1.839    |
| 4                                       | Manuripi       | 14.986   | 22.461 km²  | 3         | Puerto Rico           | 6.239    |
| 5                                       | Nicolás Suárez | 60.297   | 9.819 km²   | 4         | Cobija                | 54.386   |
| Bron: Inwoners van de provincies (2012) |                |          |             |           |                       |          |

| Detailkaart |
| ----------- |
|             |
| Provincies  |

Beni · Chuquisaca · Cochabamba · La Paz · Oruro · Pando · Potosí · Santa Cruz · Tarija